# 大阪市若者就職支援事業
大阪市若者就職支援事業（おおさかしわかものしゅうしょくしえんじぎょう　通称「ジョブアタック事業」）とは、大阪市が行っている失業者・未就職者を対象とした就職の支援制度である。

## 概要
2010年度から開始。当該年度満年齢39歳以下の失業者・未就業者を対象に、大阪市にある中小企業への派遣を通して、就業をしながら必要な知識と技能を習得させ、また中小企業の魅力を引き出しながら、就職・就労の支援を高めるというものである。

## 仕組み
応募者は、大阪市からの委託を受けた人材派遣会社に登録する。2011年度は「製造業、情報・通信業、卸し・小売業、サービス業の分野の人材育成コース」「環境・エネルギーなどの成長分野の人材育成コース」「観光分野の人材育成コース」「職場チャレンジ学習コース」の4部構成である。
前者3つは派遣会社に登録後、派遣会社での研修や、企業との交渉（マッチング）を経て、企業への派遣（紹介予定派遣）が行われる。派遣期間は2ヶ月～最大半年。
「職場チャレンジ学習コース」については、就労経験の浅いなどの理由で就職ができない生活保護受給者、障害者、母子家庭の母親などが対象。こちらは派遣期間が2ヶ月～3ヶ月